# Where Them Girls At
A Where Them Girls At egy szám David Guetta francia lemezlovastól, Nicki Minaj és Flo Rida közreműködésével. 2011. május 2-ától lehetett digitálisan letölteni,  Guetta 2011-es Nothing but the Beat című albumának első kislemeze. A szám a house és hiphop stílusok kombinációja. A kritikusok pozitív értékelésekkel illették meg a dalt. A kislemez a When Love Takes Over-hez hasonló sikereket ért el, többek között Csehországban, Spanyolországban, Hollandiában és Olaszországban érte el a toplisták csúcsát.

## Háttér
Az első felvétel csak Flo Rida közreműködésével készült, aki már a Club Can't Handle Me című számban is dolgozott Guettával. Azonban a francia lemezlovas lejátszotta Nicki-nek is a dalt, aki azt mondta, szívesen énekelne benne részt ő is. Egy a cappella változat már korábban kiszivárgott, amelyhez a hackerek hozzáadták saját produkciójukat, és Guetta számaként terjesztették a világhálón.  Emiatt a DJ és a kiadó úgy döntöttek, a tervezettnél előbb kiadják a kislemezt.

## Videóklip
2011. június 27-én jelent meg a hivatalos videolip, melyet Facebookon osztott meg a lemezlovas rajongóival. Másnap VEVO csatornájára is felkerült a felvétel. A videóban mindhárman felbukkannak.

## Elért helyezések
| Slágerlista (2011)                   | Legjobb helyezés |
| ------------------------------------ | ---------------- |
| Csehország (IFPI)                    | 24               |
| Dánia (Tracklisten)                  | 9                |
| Finnország (Suomen virallinen lista) | 5                |
| Hollandia (Dutch Top 40)             | 28               |
| Írország (IRMA)                      | 5                |
| Magyarország (MAHASZ)                | 18               |
| Skócia (The Official Charts Company) | 1                |
| Szlovákia (IFPI)                     | 8                |
| Svédország (Sverigetopplistan)       | 8                |

## Megjelenési dátumok
| Ország           | Dátum           | Formátum                        |
| ---------------- | --------------- | ------------------------------- |
| Világszerte      | 2011. május 2.  | Digitális letöltés              |
| Egyesült Államok | 2011. május 6.  | Digitális letöltés (hangszeres) |
| Egyesült Államok | 2011. május 17. | Rádiós premier                  |
| Németország      | 2011. május 27. | CD kislemez                     |